# Szórakozás és mindennapok az 1930–40-es évek Szigetközében
A Szórakozás és mindennapok az 1930–40-es évek Szigetközében Cseri Dávid 2012-ben megjelent könyve, melyben nagyapja, Cseri Antal fényképeit teszi közzé más történelmi adalékokkal kiegészítve. A fotók különlegességét az adja, hogy abban az időben még a városi műtermi fotózás volt elterjedt, falusi gazdának ritkán adatott meg a drága felszerelés.

## A fotós: Cseri Antal
Cseri Antal (1918. szeptember 17. – 2010. szeptember 17.) Győrzámolyon született, kisbirtokosi családban. Édesapja, Cseri Sándor, a falu bírája volt évekig. Tíz testvére közül ő volt a harmadik legfiatalabb.
Nem vitte tovább a családi gazdálkodást, asztalosmesterséget tanult. Keze munkáját dicséri többek között a győri Szent Imre-templom és a győrzámolyi templom padozata. Kiemelkedő eredményeket ért el a hosszútávfutásban. A helyi színjátszó kör megbecsült tagja volt, jó humorának köszönhetően a komikus szerepeket osztották rá. Legnagyobb szenvedélye azonban a fotózás maradt. Fotóival országos szinten is sok díjat nyert. Állandó meghívottja volt a környékbeli lakodalmaknak és főbb eseményeknek. Mivel e korban kevesen rendelkeztek fényképezőgéppel, egyedülállóan mutatta be az 1930-as évektől a falusi mindennapokat.
1957-ben feleségül vette Csonka Cecíliát, házasságukból két gyermekük született: Oszkár és Ildikó. Hosszú életét egészségben és a közösség megbecsült tagjaként töltötte el szülőfalujában.

## A könyv
Cseri Antal fényképezőgépével megörökítette a község mindennapjait (aratás, szántás, cséplés), jeles napokra (pl. esküvő) elhívták a környékbeli településekre. Szerencsés, hogy a hajdani kisbirtokos család máig megőrizte ezeket a felvételeket. A fotók bemutatják a Szigetköz mindennapjait, a szabad ég alatt jobbára kézzel végzett paraszti munkát és a falusi szórakozási lehetőségeket.
A képeskönyv megmutatja az utolsó révészt is. A szerző felhasználja nénje, Cseri Margit visszaemlékezését is, és leírja a szülői házat teljes felszerelésével.
Ezután következnek a többi szöveges anyagot tartalmazó részek. Ilyen a rövid falutörténet, az elpusztult zámolyi kastély leírása, a községi bíró dédapa a legkedvesebb két magyar nótájával. Helyet kap egy közmunkáról határozó községi képviselőtestületi jegyzőkönyv is 1921-ből. Szó esik a leventékről, az oroszok bevonulásáról és az 1954-es nagy árvízről.
Cseri Dávid fiatal egyetemistaként rendezte kötetbe nagyapja fényképeit és egészítette ki a község 1930-as, 40-es évekbeli életének leírásával. A mű dr. Lanczerdorfer Zsuzsanna néprajzkutató ajánlásával jelent meg.

### Fejezetek
I. Mindennapok a 30–40-es évek Szigetközében
„Hazánkat a történelem folyamán az 50-es évekig mindig is mezőgazdasági országként tartották számon. Ebből következően a falusi emberek fő megélhetését a mezőgazdaság biztosította. Ez különösen igaz a Szigetközre. Az itt élő emberek életmódja a gazdálkodáshoz igazodott. A következő oldalak főleg képekben szeretnék bemutatni a kor emberének hétköznapi munkásságát.”
II. Szórakozás az 1900-as évek első felében
„Ebben az időszakban, főleg faluhelyen, roppant kevés lehetőség adódott az emberek kikapcsolódására. A központi szerepet a település kocsmája töltötte be, ahol kellemes beszélgetésekkel és kártyajátékokkal múlatták az időt. A baráti társaságok gyakran verődtek össze egymás házánál, ahol ugyancsak mulatozásra került sor. Iszogattak, énekeltek, jól érezték magukat. Az élénkebb és életrevalóbb személyek szerepet vállaltak a helyi amatőr színtársulatokban, ahol főként komikus történetek játszottak el, jókedvre derítve a vidéki közönséget. A Mosoni-Duna közelségét kihasználva, nemegyszer csónakázással töltötték a pihenőidőt.”
III. Ami kimaradt
„A kötet vége felé az eddigi fejezetekből kimaradt képeket és írásokat szeretném közzétenni. Többek között szó esik szülőfalumról, Győrzámolyról, vagy éppen a háború előkészületéről, a leventemozgalomról és a II. világháború falunkat érintő történéseiről is, de az 1954-es árvíz sem marad ki. Érdekes dolog nem egy „hős világmegmentő” katonának a szemszögéből látni a háborút, hanem a szigetközi emberek nézőpontjából.”

## A könyv ajánlása
Hol volt, hol nem volt, valahol a Szigetközben egy deli huszár legényke – aki paripáját is kiválóan megüli, sőt kiválóan ért az állatok nyelvén is – ráakadt nagyapja, Cseri Antal képes emlékeire.

A mi hősünk nem volt rest, összerakosgatta a ráhagyott szellemi örökséget, és tovább meséltette a falubelieket, hogy még jobban visszavarázsolja felmenője és faluja régmúlt köz- és ünnepnapjait. A mesélő kockákon és elbeszélésekben megelevenedtek Győrzámoly jeles személyiségei, meghatározó egyéniségei, a falu apraja-nagyja: a kisbíró, a tiszteletes úr, az utolsó révész, a legényegylet, a zenészek, a színjátszók, de a hógolyózó gyermekek is. Elénk tárul a falu egykori hétköznapi képe, a mezőgazdasági munkák (aratás, szántás, cséplés) fáradalmai és az ünnepnapok (kocsmai italozás, színi előadás, lakodalom) örömei.
Örvendetes, hogy mai világunkban is akadnak ilyen Dávidok, akik nemcsak megtalálják, hanem továbbadják népünk kincseit, megbecsülik az őseik alkotásait!

Szeretettel ajánlom mindenkinek Cseri Dávid ajándékát, s bizton mondhatom, gazdagabbak lesznek általa!